# Brandrodung in Südostasien

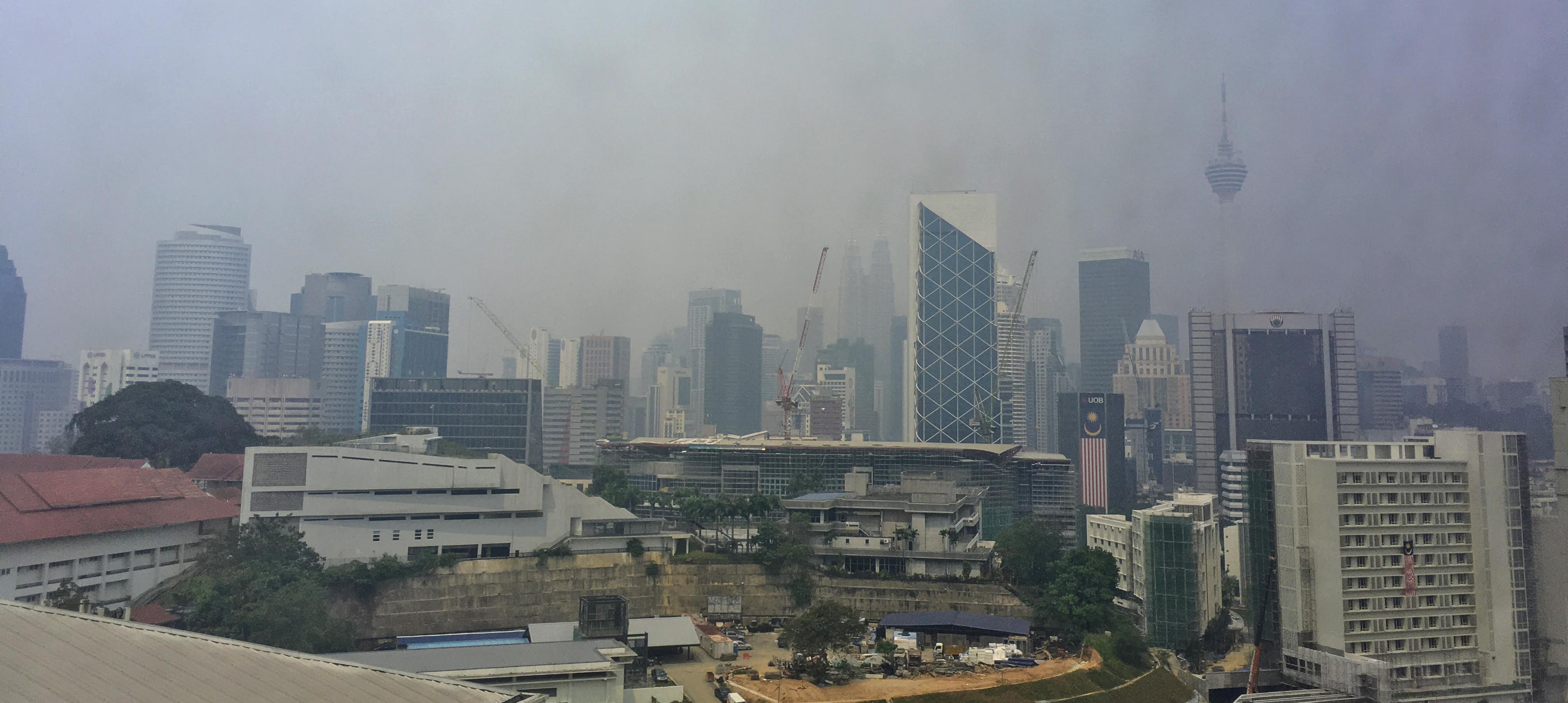
Rauch infolge der Brandrodung am 11. September 2019 in Malaysias Hauptstadt Kuala Lumpur

Die Brandrodung ist in Südostasien eine in der Landwirtschaft verbreitete Landgewinnungsmethode. Zu den krisenhaften Begleiterscheinungen zählt eine starke regelmäßig auftretende Luftverschmutzung. Diese Ereignisse haben abträglichen Einfluss auf die Gesundheits- und Wirtschaftssituation Bruneis, Indonesiens, Malaysias, Singapurs und in einem geringeren Umfang auch an denen der Philippinen, von Thailand und Vietnams. Das Problem kommt jährlich zur Trockenzeit auf, in unterschiedlichen Ausmaßen. Die meisten natürlichen Brände in Südostasien stehen im Zusammenhang mit El Niño-Southern Oscillation (ENSO), jedoch sind die meisten Brände in Südostasien anthropogenen Ursprungs.

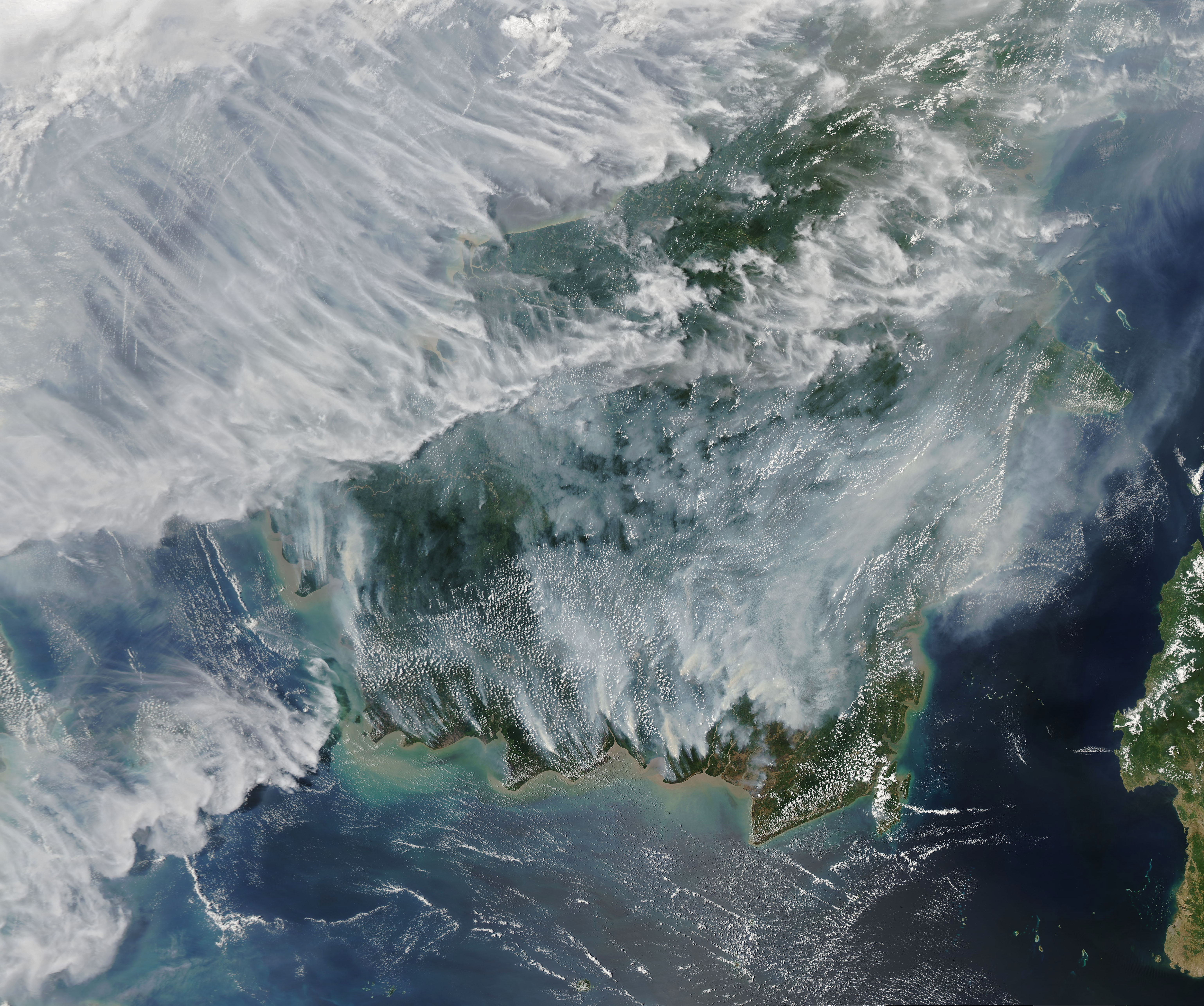
Ein NASA-Satellitenbild zeigt das Ausmaß des Rauchnebels in Borneo am 15. September 2019

Grenzenübergreifender Rauch in Südostasien wurde seit 1972 erfasst.

Im Jahr 2019 waren infolge des Rauchs alleine in Indonesien mehr als 800.000 Menschen von Atemwegserkrankungen betroffen.

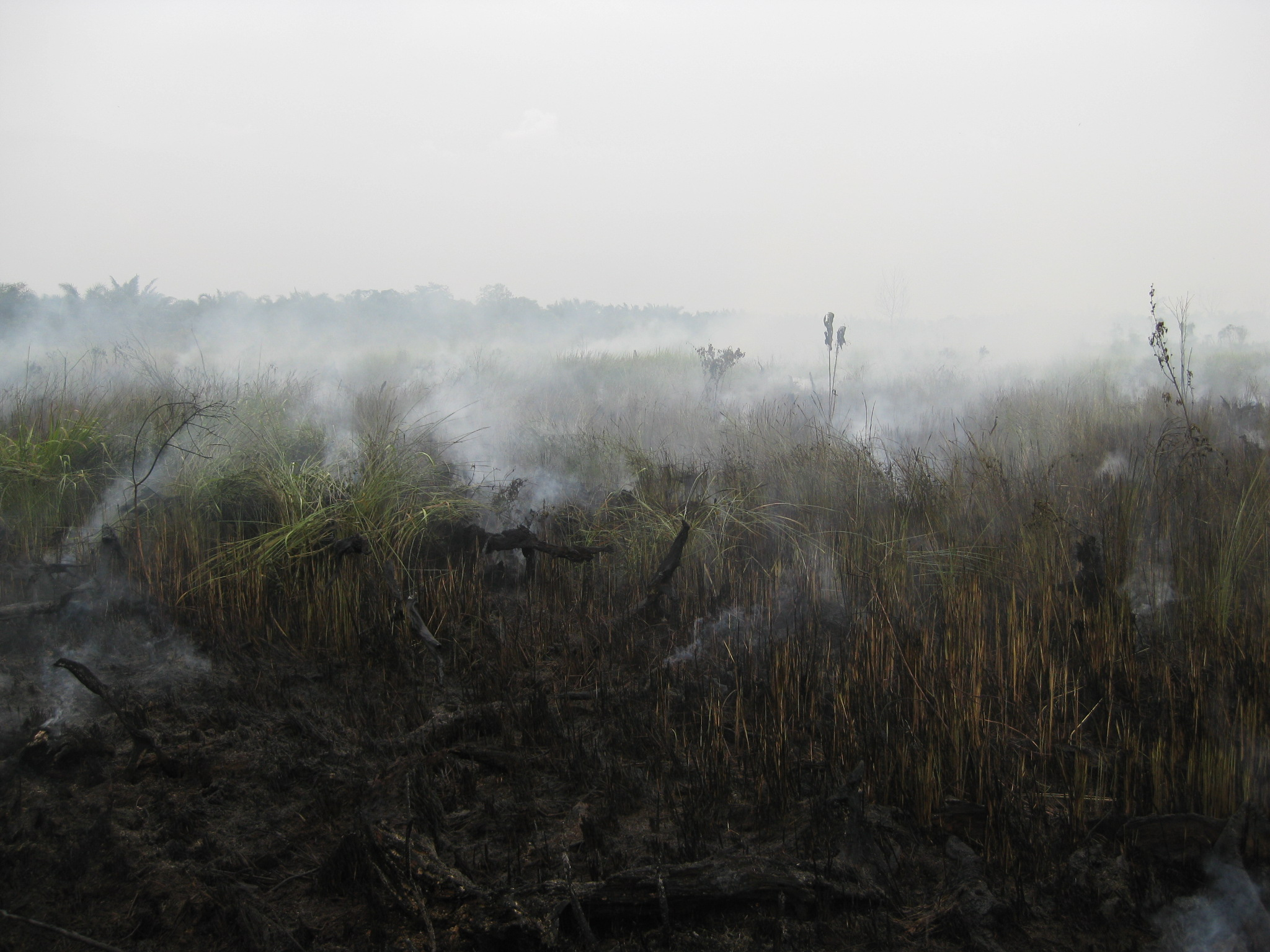
Ein Torfbrand in der Nähe der Raja Musa Forest Reserve in Selangor, Malaysia (2013). Die Brände sind unterhalb der Oberfläche, wo der Torf schwelt.

Die Brandrodung verursacht einen Teil des Dunstes in Indonesien, insbesondere von den Provinzen Südsumatra und Riau auf der Insel Sumatra, und  Borneo aus. Verbranntes Land kann illegal zu einem höheren Preis verkauft und schließlich für Ölpalm- und Papierholzproduktion verwendet werden. Verbrennung ist auch billiger und schneller im Vergleich zum Schneiden und Roden durch Bagger und andere Maschinen.

## Ursachen
Die meisten Fälle von Dunst werden durch Feuer in Waldmooren auf Sumatra und auf Borneo verursacht.
Ungestörte tropische Regenwälder werden als sehr feuerbeständig angesehen, die seltenen Feuer finden nur zu außergewöhnlich trockenen Zeiten statt.
Eine 2005 fertiggestellte Studie kam zu dem Schluss, dass es nie eine einzige vorherrschende Brandursache an einer bestimmten Stelle gibt und große Unterschiede zwischen Brandursachen an unterschiedlichen Stellen bestehen. Die Studie benannte folgende direkte und indirekte Ursachen:

- Direkte Brandursachen
  - Feuer als Werkzeug der Flächenrodung
  - Feuer als Waffe in Grundeigentums- oder Landnutzungsstreitigkeiten
  - Unbeabsichtigte oder entwichene Feuer
  - Feuer in Verbindung mit Abbau natürlicher Ressourcen

- Indirekte Brandursachen
  - Konflikte und Konkurrenz über Bodeneigentum und -nutzung
  - Walddegradierende Praktiken
  - Wirtschaftliche Anreize und Abschreckungsmittel
  - Bevölkerungswachstum und Migration
  - Unzureichende Feuerbekämpfung und -bewältigungskapazität

### Feuer als Rodungsinstrument
Feuer ist die billigste und schnellste Methode, Wälder in der Vorbereitung der Saat zu roden. Feuer wird verwendet, von Abholzung oder altem Pflanzenbestand übrig gebliebene Pflanzenmasse zu beseitigen. Die Pflanzenmasse in hohe Haufen harken und sie im Laufe der Zeit sich zersetzen zu lassen ist teuer und langsam. Die Haufen könnten Schädlinge beherbergen. Landrodung mit Maschinen und Chemikalien kann bis zu $200 pro Hektar kosten, während die Verwendung von Feuer US$5 pro Hektar kostet.
Nachdem ein Torfsumpfwald gerodet und entwässert wurde, ist der Torfboden noch nicht für die Landwirtschaft geeignet, weil Torfboden arm an Nährstoffen und sauer ist (pH 3 – 4). Um den Boden für die Landwirtschaft geeignet zu machen, muss der pH neutralisiert werden und müssen Nährstoffe hinzugefügt werden. Schädlinge und Pflanzenkrankheiten müssen auch beseitigt werden. Eine Methode ist, Chemikalien wie Kalkstein zu verwenden, wie auch Dünger und Pestizide den Säuregehalt zu neutralisieren. Diese Methode kostet 30–40 Millionen Rupien pro Hektar. Alternativ wird Feuer verwendet, um das von der Abholzung übrig gebliebene Pflanzenmaterial zu beseitigen. Das Feuer tötet Schädlinge, die sich ergebende Asche dient dazu, den Boden zu düngen und den Säuregehalt zu neutralisieren. Diese Methode kostet 2 Millionen Rupien pro Hektar.

### Landstreitigkeiten
In Indonesien gewährt das Grundforstgesetz dem Forstministerium Amtsbefugnis über alle als Forst bezeichneten Flächen. Etwa 49 % des Landes (909 070 Quadratkilometer) ist von tatsächlichem Forst bedeckt, obwohl die Regierung 69 % der Landfläche (1 331 270 Quadratkilometer) als Forst bezeichnet. Die Landrechte traditioneller Communitys, die auf als Forst klassifiziertem Land leben, können nicht aufgeschrieben werden und sind durch den Staat allgemein nicht anerkannt. Daher haben diese Communitys nicht wirklich die Möglichkeit, Regeln auf Dorfebene durchzusetzen und Außenstehende wie Ölpalmplantagen, Abholzungsunternehmen, Bewohner anderer Dörfer, Migranten, kleine Holzfäller oder Transmigranten auszuschließen. Konkurrierende Eigentumsansprüche führen im Gegenzug zu Landstreitigkeiten. Da die Zahl neuer, externer Akteure wächst, wächst auch die Wahrscheinlichkeit, dass Feuer als Waffe verwendet wird.

### Rolle des Torfs

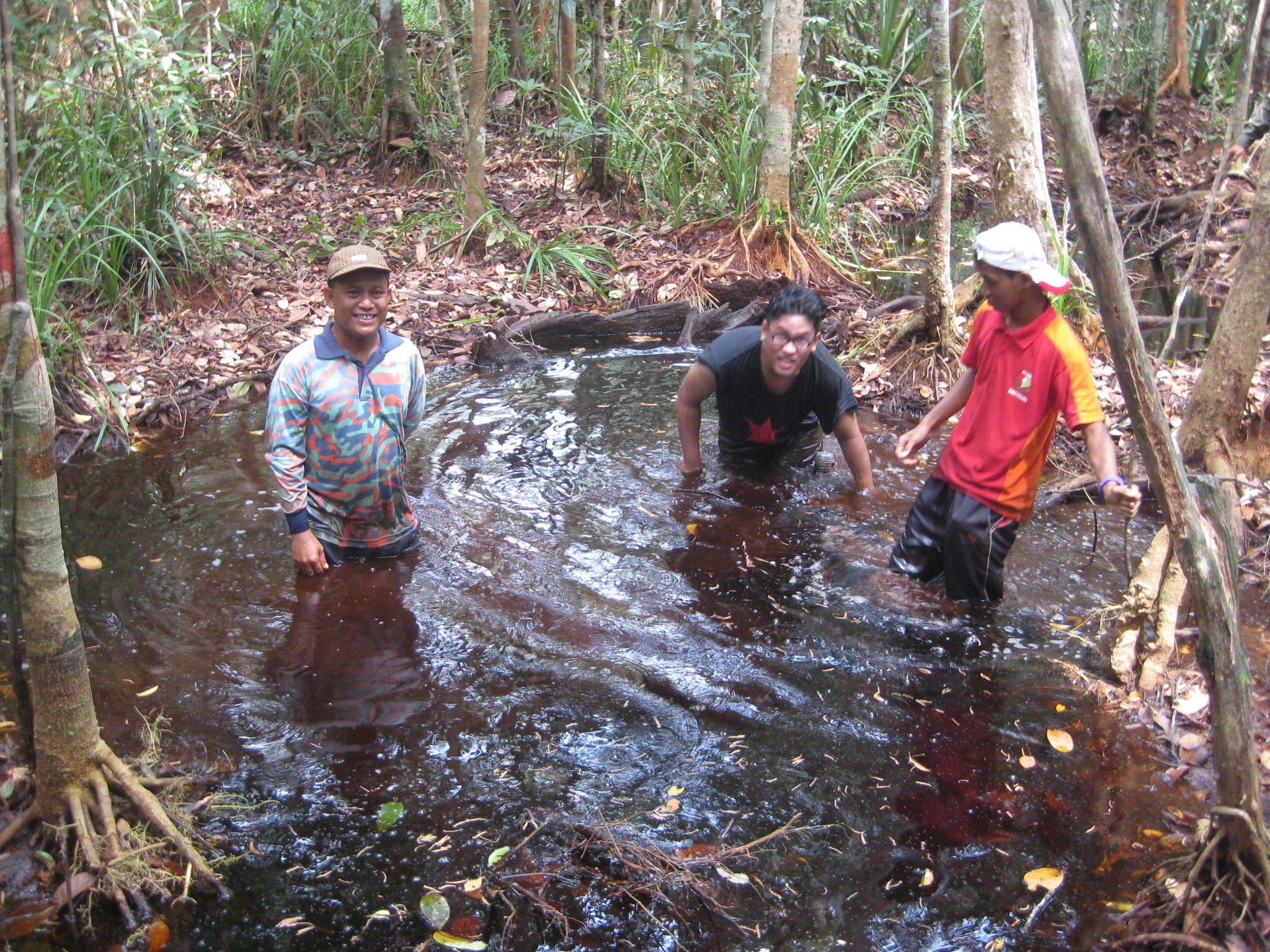
Torf bildet sich unter wasserdurchtränkten Bedingungen in Torfsumpfwäldern wie dieser in Raja Musa Forest Reserve, Selangor, Malaysia.

Ein Torfmoor ist ein Gebiet, in dem sich organisches Material wie Blätter und Zweige unter wassergesättigten Bedingungen in den letzten 10 000 Jahren gesammelt hat. Diese Schicht organischen Materials, Torf genannt, kann bis zu 20 m tief sein. Indonesien hat 265.500 km² Moore, die 13,9 % seiner Landfläche umfassen. Malaysia hat mit 26.685 km² oder 8,1 % seiner Landfläche ebenfalls eine beträchtliche Torffläche.
Obwohl ursprünglich ein Feuchtgebietökosystem, wurde ein großer Teil des Torfs für menschliche Tätigkeiten wie Land- und Forstwirtschaft sowie städtische Entwicklung trockengelegt. Ein 2011 veröffentlichter Bericht besagte, dass mehr als 30 % der Torfsumpfwälder zu Landwirtschaftsfläche gemacht worden war und weitere 30 % in den letzten 20 bis 30 Jahren abgeholzt oder degradiert worden waren. Übermäßige Trockenlegung des Torfs führt dazu, dass die oberste Schicht des Torfs austrocknet. Wegen seines hohen Kohlenstoffgehalts ist trockener Torf extrem empfindlich gegenüber Bränden, insbesondere in der Trockenzeit.
Studien haben gezeigt, dass Torfbrände in starkem Ausmaß zum Dunst beitragen.
2009 wurden etwa 40 % der Brände im zur Halbinsel gehörenden Teil Malaysias, Borneo, Sumatra and Java in Torfflächen entdeckt, obwohl sie nur 10 % der untersuchten Landfläche umfassten. Die Konzentration von Schwefel im Regen, der 1997 über Singapur fiel, korrelierte mit der PM2.5- Konzentration, die auf die Schwefelemission durch Torfbrände zurückgeführt werden kann.

## Auswirkungen
Durch Brandrodung verursachte Schäden können auf zwei Ursachen zurückgeführt werden: die Brandrodung selbst und die durch sie ausgelösten Waldbrände. Jeder der beiden Faktoren kann eine starke Störung des Lebens von Menschen verursachen und die Gesundheit von Menschen beeinträchtigen. Insgesamt haben die wiederkehrenden Brandrodungsvorfälle die Wirtschaft der Region beeinträchtigt und Spannung zwischen Regierungen betroffener Länder erzeugt.

### Schäden durch Feuer
Die Brandrodung, die Feuer verursacht kann eine Vielzahl Schäden sowohl innerhalb eines Landes als auch grenzüberschreitender Art verursachen. Dazu gehören Verlust direkten und indirekten Nutzens aus dem Wald, von Holz, landwirtschaftlicher Produkte und von Biodiversität. Die Brände verursachen auch beträchtliche Kosten für die Brandbekämpfung und Ausstoß von Kohlenstoff in die Atmosphäre.

### Schäden durch Dunst
Zu den direkt durch Dunst verursachten Schäden gehören eine akute Schädigung der Gesundheit und der Ausfall des Tourismus während der Brandrodungszeit. Der Dunst führt zu Verlusten in der industriellen Produktion, Verlusten bei Fluggesellschaften, Rückgang der Fischerei und zieht Kosten bei der Hagelabwehr nach sich. Zusätzlich kann gravierendes Dunstwetter zu langfristigen Gesundheitsschäden, verringerter Produktivität von Feldfrüchten, reduziertem ästhetischen Wert, Ausgaben für Gegenmaßnahmen, Unfällen, Todesfällen, Evakuierungen und Vertrauensverlust bei ausländischen Investoren führen.

#### Auswirkungen des Dunstes auf die Gesundheit
Die Auswirkungen des Dunstes auf die Gesundheit werden hauptsächlich durch die Reizeffekte feiner Dunstteilchen auf Nase, Rachen, Atemwege, Haut und Augen verursacht. Bei der Empfindlichkeit gegenüber Luftverschmutzung bestehen individuelle Unterschiede.
Es ist jedoch wahrscheinlich, dass Personen mit Gesundheitsproblemen wie Asthma, chronischer Lungenkrankheit, chronischer Sinusitis und Hautallergien stärker durch den Dunst betroffen sind und gravierendere Symptome erleiden. Kinder und Ältere sind mit höherer Wahrscheinlichkeit betroffen. Bei manchen können sich die Symptome durch körperliche Aktivität verschärfen.

## Lösungsvorschläge
Die untenstehenden Lösungen wurden von Dennis et al. vorgeschlagen, um die direkten und indirekten Ursachen von Bränden, die zu Dunst führen, anzugehen.

### Verringerung der Verwendung von Bränden als Mittel der Flächenrodung
Das indonesische Recht verbietet die Verwendung von Feuer, um Land für jegliche Landwirtschaft zu roden. Dies wird jedoch nur wenig in die Tat umgesetzt. Viele Firmen haben auch behauptet, dass der Verzicht auf solche Brände durch die geringe Häufigkeit bedeutender Strafen für illegale Brände unpraktisch und schlecht für den Wettbewerb sei.

### Lösung von Fragen der Bodennutzung und des Bodenbesitzes
Forschung belegt, dass sich die häufigste Ursache von Bränden auf Konkurrenz und umstrittene Bodennutzung und Bodenbesitz bezog. Durch die Zentralregierungsbehörden erfolgte Entscheidungen der Bodennutzung überlappen oft mit Konzessionsgrenzen örtlicher Gebietskörperschaften und den Territorien indigener Gemeinschaften. Regionale Reformen werden benötigt, um die Konflikte um Ressourcen beizulegen und eröffnen Möglichkeiten für die regionale Regierung,  Entscheidungen mit solchen lokaler und traditioneller Einrichtungen übereinzubringen. Regionale  Reformen sollten auch gewährleisten, dass Land- und Ressourcenzuweisungen und Entscheidungen auf allen Ebenen mit den physischen Charakteristiken der Seite vereinbar sind, wobei Brandrisiken bedeutend einbezogen werden. Jedoch werden Indonesiens Erbe unakkurater Karten, überlappender Grenzen und ein Mangel an Expertise dies zu einer schwierigen Aufgabe machen.

### Verringerung walddegradierender Praktiken
Praktiken, die das Landmanagement verbessern und Maßnahmen, die die ökologische Integrität ursprünglicher Wälder wiederherstellen, sind für die Reduzierung wiederholter Brände wichtig. Förderung der Einbeziehung der Allgemeinheit in solchen Erneuerungsbemühungen ist für ihren Erfolg bei der Reduzierung der Brandrisiken entscheidend.

### Aufbau einer institutionellen Kapazität, Brände zu verhindern und zu löschen
Die Brände auf Kalimantan und Sumatra unterstreichen die Notwendigkeit, Feuerbewältigungssysteme zu entwickeln, die die Probleme bestimmter Bereiche behandeln. Genügend Ressourcen müssen zugänglich gemacht werden, die Feuerbewältigung in Regionen, die sie benötigen, zu verbessern und die unterschiedlichen Bedürfnisse der Regionen und der dort lebenden Menschen zu erkennen.
Fernerkundung, digitale Kartografie und direkte Kommunikationsmittel können dabei helfen, potenzielle Brandkrisen vorherzusagen, zu entdecken und zu lösen. Jedoch sollte solche Technik breit zugänglich, weit verwendet und transparent überprüft werden, bevor sie bei der Verbesserung des Brandmanagements in abgeschiedenen Regionen effektiv sein kann.

### Aufbau wirtschaftlicher Abschreckungen und Anreize
Zusätzlich zu effektiven Haft- und Geldstrafen für illegale Brände und Haftung für Feuerschäden sehen manche Analytiker dieser Politik Potenzial für wirtschaftspolitische Reformen und marktbezogene Anreize. Eine Kombination der Verwendung von Umweltkennzeichen und internationaler Handelsbeschränkungen könnte die Märkte für Waren, die bei ihrer Herstellung die Gefahr größerer Brände schaffen, einschränken. Der Staat kann auch Steuervorteile gewähren, um die Investitionen von Firmen in die Brandbewältigung zu unterstützen.